# Entre Sumène et Mars
Entre Sumène et Mars este o arie protejată (sit de importanță comunitară — SCI) din Franța întinsă pe o suprafață de 725,5 ha, integral pe uscat.

## Localizare
Centrul sitului Entre Sumène et Mars este situat la coordonatele 45°15′25″N 2°30′58″E / 45.257°N 2.516°E.

## Înființare
Situl Entre Sumène et Mars a fost declarat arie specială de conservare în baza directivei 92/43 din 1992 referitoare la conservarea habitatelor naturale și a faunei și florei sălbatice pentru a proteja 3 specii de animale.

## Biodiversitate
Situată în ecoregiunea continentală, aria protejată conține 4 habitate naturale: Păduri aluvionare cu Alnus glutinosa și Fraxinus excelsior (Alno-Padion, Alnion incanae, Salicion albae), Păduri pe pante, grohotișuri și ravene de Tilio-Acerion, Păduri de fag acidofile atlantice, cu subarboret de Ilex și, uneori, de asemenea, Taxus, la nivelul arbuștilor (Quercion robori-petraeae sau Ilici-Fagenion), Pajiști cu Molinia pe soluri calcaroase, turboase sau argilos-nămoloase (Molinion caeruleae).
La baza desemnării sitului se află mai multe specii protejate:
- mamifere (1): vidră de râu (Lutra lutra)
- nevertebrate (1): Austropotamobius pallipes
- pești (1): zglăvoacă (Cottus gobio)